# Аббатство Шпрингерсбах
Монастырь Шпрингерсбах — кармелитский монастырь в Германии, располагается в коммуне Бенгель, в 16 км от города Виттлих. Монастырь был освящён в 1102 году Епископом Трирским Бруно фон Бреттеном. Название происходит от названия ручья и долины. В 1136 году в аббатстве были захоронены мощи Абрункула Трирского.